# Houston Rockets
Houston Rockets (en català: Coets de Houston) és una franquícia de l'NBA amb seu a Houston, Texas. L'equip participa en la Divisió Sud-oest de la Conferència Oest de la competició. L'equip es va establir el 1967, jugant durant els seus primers quatre anys a San Diego (Califòrnia).
En la seva temporada del debut van guanyar únicament 15 partits, però després de triar en el Draft de 1968 en el número 1 a Elvin Hayes, van aconseguir aquesta mateixa temporada fer la seva primera aparició en uns playoffs. Després de ser traspassat Hayes, van fitxar per substituir-lo a Moses Malone, que es va erigir com a eix de l'equip. Malone va guanyar 2 premis al millor jugador de l'NBA durant la seva estada a Houston, i va portar als Rockets a la seva primera aparició en unes Finals de l'NBA, el 1981, en les quals van caure en sis partits davant els Boston Celtics.

## Història de la franquícia
- San Diego Rockets 1967-1970
- Houston Rockets 1970-avui

### San Diego Rockets

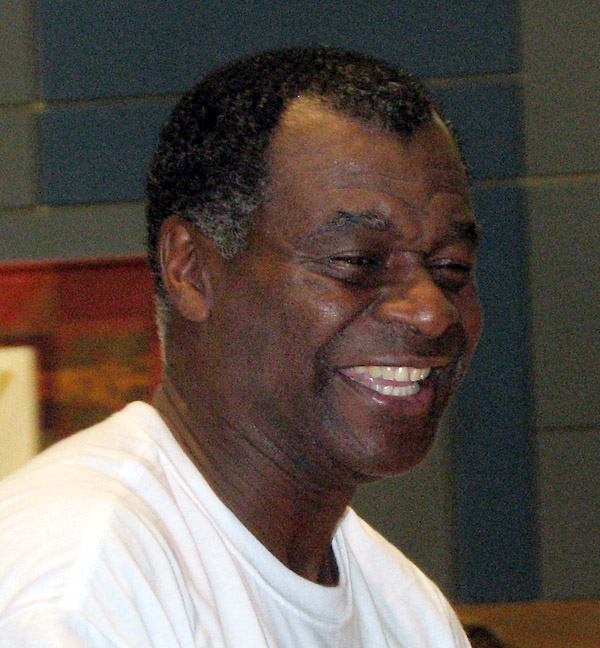
Calvin Murphy va desenvolupar tota la seva carrera en els Rockets.

Els Rockets van ser creats a la ciutat de San Diego el 1967, i després de ser comprats per Robert Breitbard per 1,75 milions de dòlars, van entrar a l'NBA juntament amb els Seattle SuperSonics en el draft d'expansió de la temporada 1967-68. L'àlies dels Rockets va ser donat perquè la ciutat de San diego es denominava a si mateixa una ciutat en moviment. Jack McMahon va ser triat com a entrenador, i la seva primera elecció en el Draft de l'NBA de 1967 va ser el que anys més tard seria membre del Basketball Hall of Fame, Pat Riley, en la setena posició. En la seva primera temporada van perdre 67 partits, en aquells dies rècord de derrotes en la història de l'NBA.
El 1968, els Rockets van guanyar el llançament de moneda als Baltimore Bullets, aconseguint la primera posició del Draft de 1968. Van seleccionar a Elvin Hayes de la Universitat de Houston. El rookie (debutant) Hayes va liderar l'equip cap a la seva primera aparició en els play-offs el 1969, caient eliminats en les Semifinals de Divisió davant els Atlanta Hawks per 4-2. En el Draft de 1970, els Rockets van triar a Calvin Murphy i Rudy Tomjanovich, a posteriori jugadors claus en la franquícia. Entrenats per Jack McMahon i Alex Hannum, els Rockets van finalitzar la seva estada a San Diego amb un balanç de 119-209, sense aconseguir classificar-se pels playoffs en les dues temporades següents.

### Trasllat a Houston

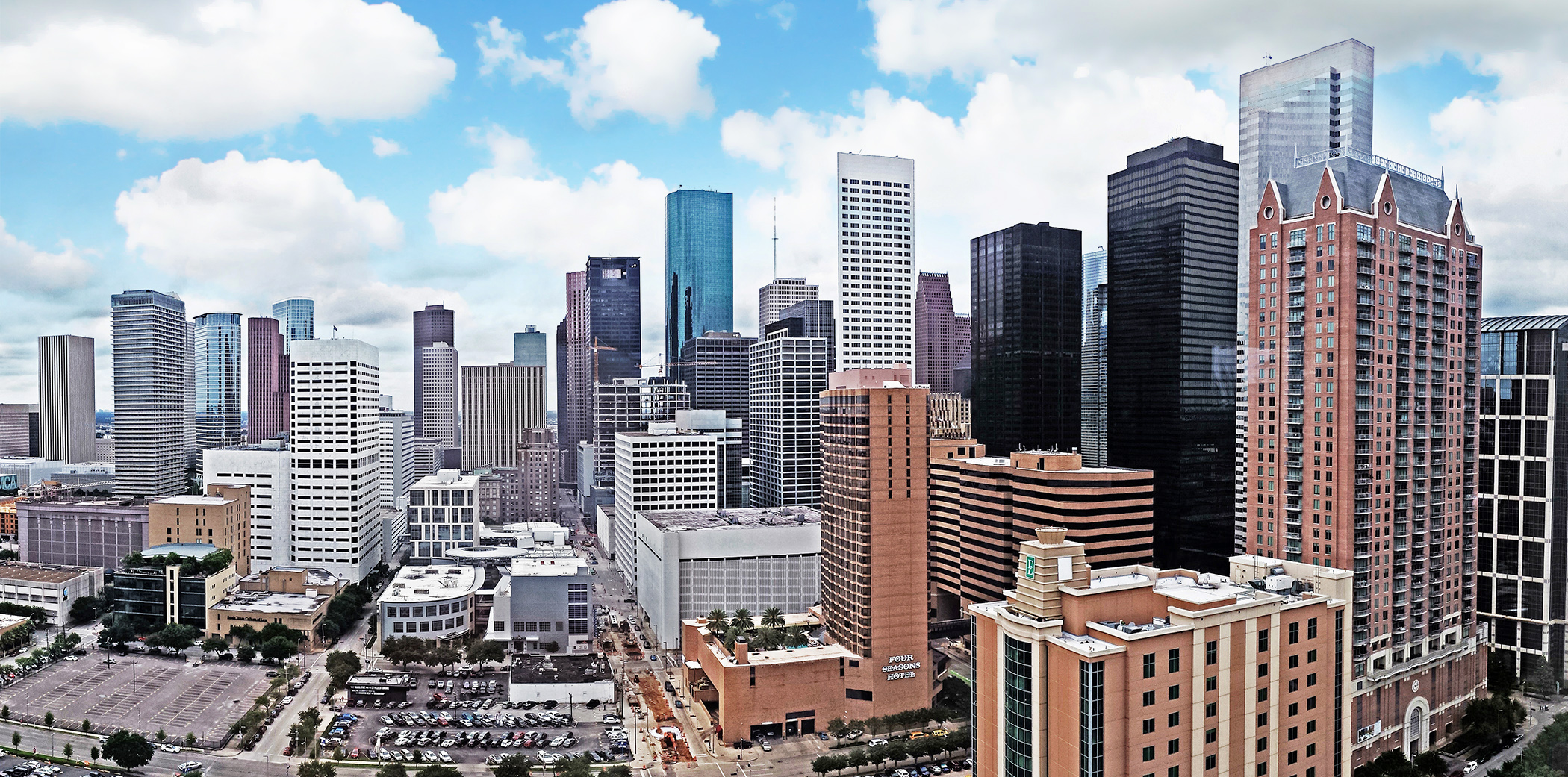
L'equip es va traslladar el 1971 a Houston.

El 1971 l'agent de borsa immobiliari Wayne Duddleston i el banquer Billy Goldberg van comprar la franquícia per 5.6 milions de dòlars i la van traslladar de San Diego -on els afeccionats s'inclinaven més pels Los Angeles Lakers que pels Rockets- a Houston.
Els Rockets originalment eren coneguts pel lema de la ciutat de San Diego, "A City in Motion" ("Una Ciutat en Moviment"), però amb el trasllat a Houston el seu nom va prendre una rellevància encara major. Houston és la casa del Centre Espacial Lyndon B. Johnson i del Centre de Control de la NASA, rebent una atenció nacional durant el Programa Apollo. L'equip de beisbol de Houston va ser anomenat de manera similar, Houston Astros, i l'estadi Astrodome, una construcció molt futurista. A més, l'equip femení de bàsquet de la WNBA es diu Houston Comets i està associat als Rockets.

### Anys 70

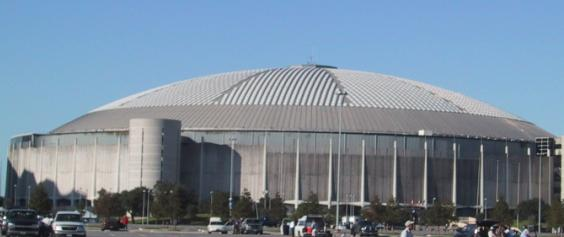
Els Rockets van jugar diversos partits a l'Astrodome a principis dels anys 1970.

Els Rockets van començar jugant en diversos pavellons de Houston, incloent l'Astrodome, l'AstroHall i el Hofheinz Pavilion. També van jugar en el HemisFair Arena de San Antonio i a Waco. No obstant això, el suport del públic era molt pobre en una ciutat dominada pel futbol americà i el beisbol, i els Rockets van tenir una mitjana de menys de 5.000 espectadors per partit en la seva primera temporada a Houston.
Abans que s'iniciés la temporada 1971-72, l'entrenador Alex Hannum va marxar als Denver Nuggets de l'ABA. Tex Winter es va encarregar de substituir-lo. Winter va aplicar el seu sistema del triangle ofensiu que va contrastar amb l'estil ofensiu que Hayes estava acostumat. Houston aviat va traspassar a Hayes als Baltimore Bullets per Jack Marin. La manca d'èxits no va ajudar a captar l'atenció de la ciutat, i a la primavera de 1973, després de la desena derrota consecutiva de l'equip, Winter va ser acomiadat.
El 1975 els Rockets es van traslladar a un nou pavelló més modern: The Summit, que seria la seva casa durant els propers 28 anys. Amb Johnny Egan d'entrenador, i Tomjanovich, Murphy i Mike Newlin liderant l'equip, els Rockets van aconseguir la seva primera classificació als play-offs des que es van mudar a Houston. Els Rockets van eliminar els New York Knicks de Walt Frazier i Earl Monroe en la primera ronda, però van caure davant els Boston Celtics en les Semifinals de Conferència.
A principis de la temporada 1976-77, els Rockets van adquirir a Moses Malone en un traspàs amb els Buffalo Braves. L'equip va derrotar els Washington Bullets en les Semifinals de Conferència, encara que en les Finals de Conferència caurien eliminats de la competició pels Philadelphia 76ers. Malone va realitzar una sèrie impressionant davant els Bullets de Hayes i Wes Unseld.

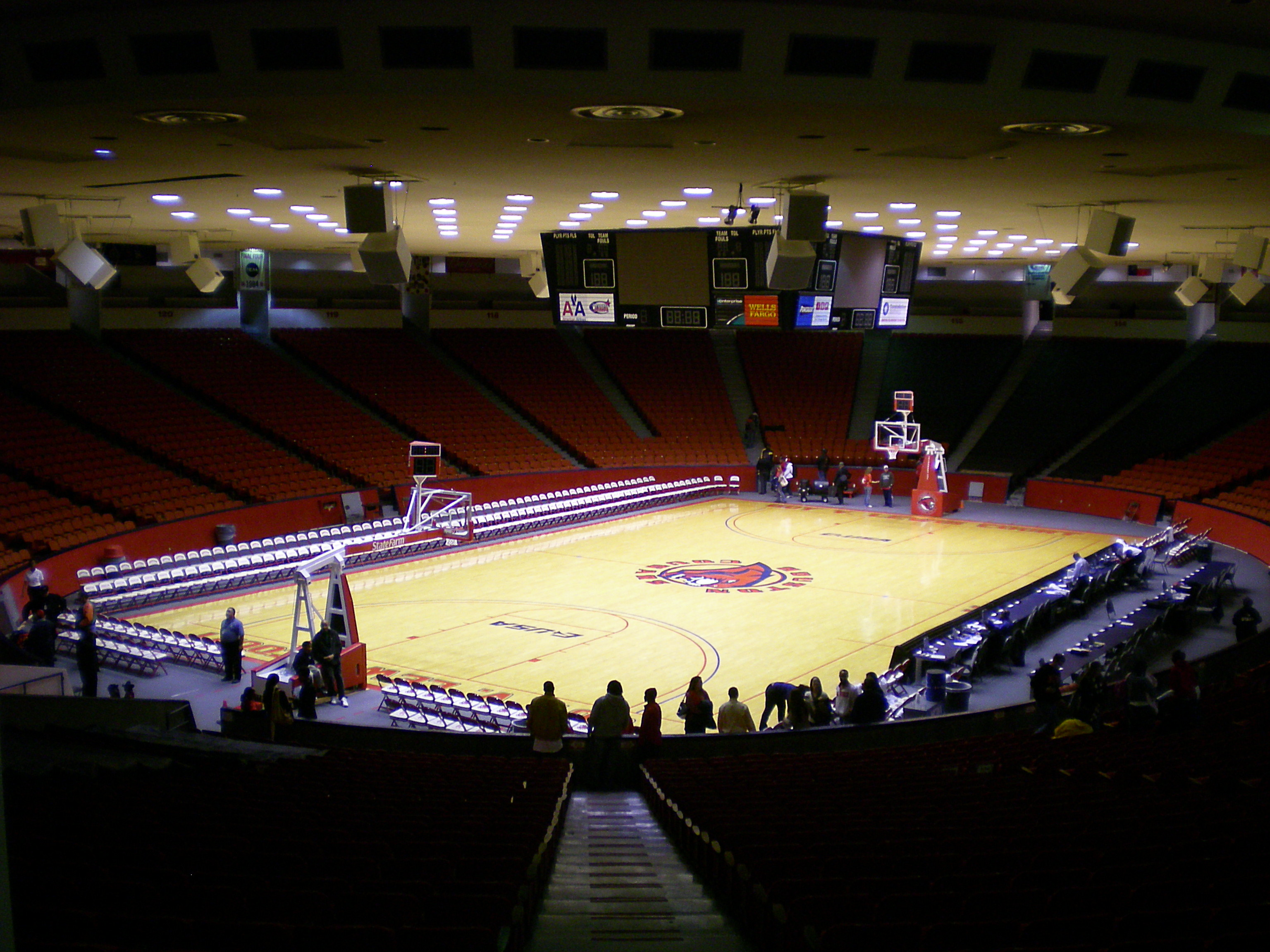
El Hofheinz Pavilion va ser el primer pavelló dels Rockets a Houston.

El 9 de desembre de 1977, en un partit davant els Lakers, Kevin Kunnert va tenir una baralla amb el jugador del conjunt californià Kermit Washington. Quan Tomjanovich es va acostar al tumult, Washington es va girar i li va llançar un terrible cop de puny en el rostre, causant-li importants lesions en el crani. Aquesta escena va marcar les carreres de Tomjanovich i Washington. Tomjanovich va haver d'estar els següents cinc mesos de rehabilitació, i va tornar a les pistes per jugar l'All-Star Game de 1978. Un llibre editat per John Feinstein recull els esdeveniments d'aquella infame baralla i els diferents camins que van prendre els dos jugadors després d'aquell dia.
Malone va rebre el premi de MVP de la temporada el 1979. Malone, Murphy i Tomjanovich van jugar aquell any l'All-Star Game. Rick Barry es va unir a l'equip en un traspàs amb els Golden State Warriors a canvi de John Lucas. Barry va fer una mitjana de 13.5 punts per partit i va establir un nou rècord de l'NBA en percentatge de tirs lliures, amb un 94.7%. Jugaria un any més en els Rockets abans de retirar-se el 1980.
Els Rockets van signar un 47-35 en la temporada 1978-79, l'última campanya de Tom Nissalke com a entrenador de l'equip. Van finalitzar segons en la Divisió Central, sent eliminats pels Atlanta Hawks en la primera ronda dels playoffs.
De Harris va substituir a Nissalke com a entrenador en la temporada 1979-80. Els Rockets van acabar la competició 41-41, empatant amb els San Antonio Spurs en la segona posició de la Divisió Central. Després de vèncer als Spurs en primera ronda per 2-1, van ser escombrats pels Boston Celtics en les Semifinals de Conferència.

### Anys 80

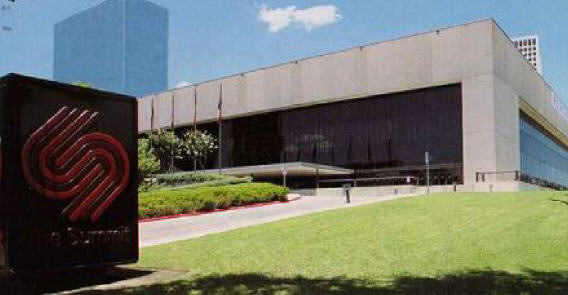
The Summit va ser el pavelló dels Rockets entre 1975 i 2003.

El 1981 l'arribada d'un tercer equip de Texas a l'NBA, Dallas Mavericks, va fer que la lliga reestructurés les conferències i enviés a Houston a la Divisió Mitjà Oest de la Conferència Oest, juntament amb San Antonio Spurs, Kansas City Kings, Denver Nuggets, Utah Jazz i Dallas Mavericks. Houston va empatar amb Kansas City a la segona plaça de la divisió, darrere dels Spurs amb un balanç de 40-42, entrant als playoffs.
El seu camí en la postemporada va començar batent als Lakers en la primera ronda. En la següent ronda es veurien les cares amb els Spurs de George Gervin, vencent-los per un ajustat 4-3. Ja en les Finals de Conferència, els Rockets van derrotar en cinc partits a uns Kansas City Kings liderats per Otis Birdsong, Scott Wedman i Phil Ford. Els Rockets es plantaven per primera vegada en la seva història en les Finals de l'NBA, on caurien contra els Boston Celtics en sis partits.
Durant la temporada, Murphy, el jugador més baix de la lliga, va establir dos rècords de l'NBA; 78 tirs lliures consecutius anotats, trencant l'antic rècord que tenia Rick Barry amb 60 el 1976, i 95.8% en tirs lliures, superant l'antic rècord de Barry en els Rockets el 1979. La següent temporada, l'equip va millorar el seu balanç signant un 46-36, però van ser eliminats en la primera ronda dels playoffs pels Seattle SuperSonics. El 1982 Malone va rebre el seu segon MVP de la temporada.
La temporada 1982-83, després que traspassessin a Malone als Philadelphia 76ers, els Rockets van signar un paupèrrim 14-68. De Harris va ser acomiadat i substituït per Bill Fitch. Els Rockets es van portar la primera elecció en el Draft de 1983, seleccionant al pivot Ralph Sampson de la Universitat de Virgínia. La temporada següent va millorar molt respecte a la passada. Es creu que en els últims partits de la temporada l'equip es va deixar perdre intencionadament per tenir més possibilitats d'escollir una elecció alta en el Draft. Aquesta va ser l'última temporada en la qual el procés del Draft era mitjançant el llançament de moneda, instal·lant la Loteria del Draft a l'any següent per evitar que els equips es deixessin perdre. Ralph Sampson seria nomenat Rookie de l'Any.
El 1984 de nou van tenir l'oportunitat de triar en la primera posició del Draft, escollint al pivot nigerià Hakeem Olajuwon (en aquells dies s'escrivia sense "H") de la Universitat de Houston. Aquesta temporada, Olajuwon va finalitzar segon en la votació al Rookie de l'Any per darrere de Michael Jordan. Amb Olajuwon i Sampson a l'All-Star Game, els Rockets van gaudir d'una reeixida temporada, guanyant el títol de campions de la Conferència Oest i colant-se en les Finals de l'NBA per segona vegada en la seva història. No obstant això, de nou els Celtics es van creuar en el seu camí derrotant-los 4-2.
La temporada 1987-88, els Rockets van caure eliminats en la primera ronda. Don Chaney va substituir a Fitch com a entrenador de l'equip. Les temporades 1988-89 i 1989-90 van veure les adquisicions d'Otis Thorpe i Vernon Maxwell, però en ambdues campanyes van tornar a caure en la primera ronda.

### Clutch City

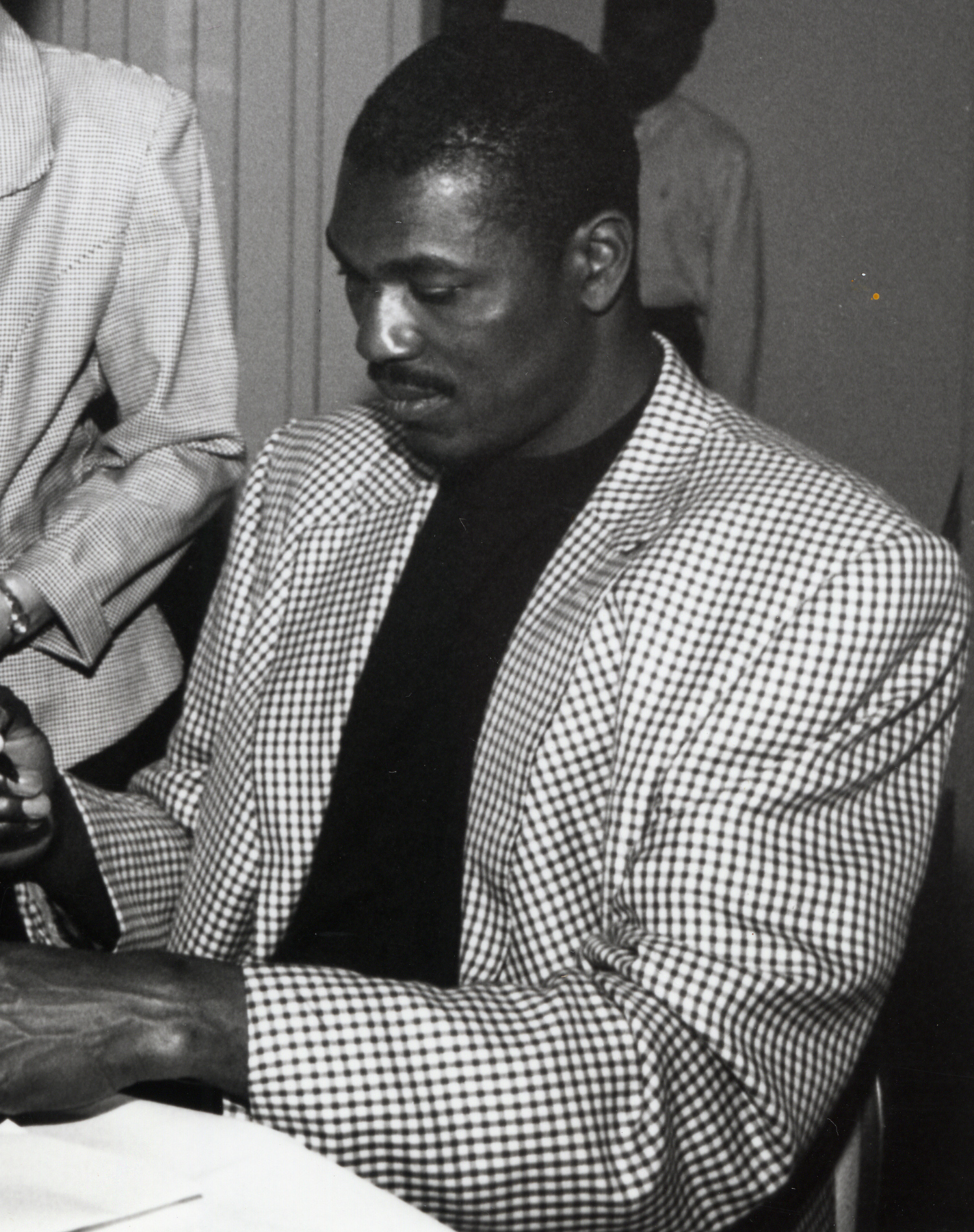
Hakeem Olajuwon, principal artífex dels dos anells consecutius dels Houston Rockets.

Entre 1987 i 1992, els Rockets van tenir balanços positius, però mai van passar de les Semifinals de Conferència en els playoffs. Amb el nou entrenador Rudy Tomjanovich, els Rockets van guanyar 55 partits en la temporada 1992-93, però els Seattle SuperSonics els va eliminar en les Semifinals de Conferència.
El 30 de juliol de 1993, Leslie Alexander va comprar els Rockets. En el segon any de Tomjanovich com a entrenador de l'equip, van començar la temporada 1993-94 de manera imparable; 15-0. Amb Olajuwon liderant el bloc, els Rockets van vèncer als New York Knicks a les Finals de l'NBA aconseguint així guanyar el seu primer campionat. Després de cinc partits, els Knicks van prendre avantatge per 3-2. Els Rockets defensaven un avantatge de 86-84 en els últims segons del sisè partit. A l'últim segon, John Starks (qui havia anotat 27 punts fins llavors) tirava un triple que els donava el campionat, però Olajuwon va fer una de les millors jugades defensives de tots els temps i va taponar el llançament. En el setè partit, Olajuwon va dominar el partit, el seu doble-doble amb 25 punts i 10 rebots van ser suficients per vèncer als Knicks i portar-se l'anell a Texas.
Els Rockets van lluitar durament durant la primera meitat de la temporada 1994-95. A meitat de campanya, van aconseguir a Clyde Drexler dels Portland Trail Blazers a canvi d'Otis Thorpe. Drexler ja havia coincidit abans amb Olajuwon a la Universitat de Houston. Els Rockets van entrar als playoffs com a sisens de l'Oest. En ells, van batre als Utah Jazz (60-22 en la lliga regular) en la primera ronda, als Phoenix Suns (59-23) en les Semifinals, i als San Antonio Spurs (62-20) en les Finals de Conferència. En el cinquè partit de la sèrie davant els Spurs, es va celebrar una cerimònia prèvia al mateix en la qual es va lliurar l'MVP de la temporada a David Robinson. En el partit, Olajuwon va donar una lliçó al pivot de San Antonio anotant 42 punts i guanyant el partit. En les Finals de l'NBA, Houston es va trobar amb Orlando Magic, liderat per Shaquille O'Neal i Penny Hardaway. Els Rockets van escombrar guanyant els quatre partits, sense donar pràcticament opció als Magic. Els Rockets es van convertir en el primer equip a guanyar l'anell finalitzant la temporada regular en la sisena posició de la seva conferència. A més a més, van ser el primer equip a eliminar a quatre equips de més de 50 victòries en temporada regular en el seu camí a l'anell.

### Després dels campionats

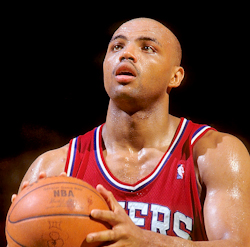
Charles Barkley va arribar traspassat dels Phoenix Suns.

Després d'una temporada 1995-96 plena de lesions, els Rockets van eliminar els Lakers en la primera ronda dels playoffs, però van ser escombrats pels Seattle Supersonics en les Semifinals de Conferència. L'envellida plantilla de Houston i l'emergència dels imparables Bulls van portar als Rockets a completar un dramàtic traspàs amb els Phoenix Suns en el qual es desfeien de Sam Cassell, Chucky Brown, Mark Bryant i Robert Horry per Charles Barkley. El "Gran Trio" (Olajuwon, Drexler i Barkley) va liderar a l'equip a un rècord de 57-25. Houston va escombrar als Minnesota Timberwolves en la primera ronda, i en la segona van derrotar els Sonics en una dura sèrie de set partits. En les Finals de Conferència es van trobar als Jazz, un equip als quals havien eliminat prèviament en les dues temporades en les quals es van alçar amb el campionat, encara que aquesta vegada van ser derrotats.
La temporada 1997-98 també va estar marcada per les contínues lesions, i l'equip va finalitzar 41-41 i vuitè a l'Oest. En la primera ronda es van topar de nou amb els Jazz, sent enviats a casa en cinc partits. Després de la temporada, Drexler es va retirar del bàsquet, i els Rockets van realitzar un altre important traspàs en el qual rebien a Scottie Pippen de Chicago a canvi de Roy Rogers i una segona ronda de Draft de 1999 i 2000. Pippen va encaixar bé en el sistema defensiu de l'equip, però li va costar fer-se un lloc ofensivament amb Barkley i Olajuwon. En els playoffs, van ser eliminats de manera decebedora pels Lakers (3-1). Durant l'estiu, Barkley i Pippen van mostrar públicament la seva aversió l'un a l'altre.
A partir dels dos anys del campionat, el punt feble dels Rockets havia estat la posició de base. L'equip va fitxar a Brent Price per cobrir les llacunes, però era un jugador molt limitat a causa de les lesions. Aquest estiu van intentar solucionar els seus problemes en aquest lloc traspassant a Price, Antoine Carr, Michael Dickerson, Othella Harrington i una futura primera ronda de Draft als Vancouver Grizzlies pel base novell Steve Francis i Tony Massenburg. Dos mesos més tard, els Rockets van vendre a Pippen als Portland Trail Blazers a canvi de Walt Williams, Stacey Augmon, Ed Gray, Charles Rogers, Brian Shaw i Kelvin Cato. Aquest traspàs va donar la profunditat a l'equip que havia deixat el traspàs de Francis.
A principis de la temporada 1999-00, Barkley es va trencar el tendó del quàdriceps del seu genoll esquerre en un partit contra els Philadelphia 76ers i va haver de retirar-se precipitadament del bàsquet, ja que tenia pensat fer-ho quan finalitzés la temporada. Barkley, enginyosament, va declarar: "just el que Amèrica necessitava, un altre home negre a l'atur". Barkley va continuar amb la rehabilitació i va reaparèixer simbòlicament el 19 d'abril de 2000 davant dels Vancouver Grizzlies, jugant 6 minuts i anotant 2 punts. Amb les lesions de Barkley i Olajuwon, els Rockets van acabar 34-48 i es van perdre els playoffs.

### Segle XXI
El 2001 els Rockets van aconseguir un balanç 45-37 i van escombrar a cada equip de la Divisió Central, però no van aconseguir ficar-se als playoffs. Un ja veterà Olajuwon va ser traspassat als Toronto Raptors el 2001, deixant en el comandament a Steve Francis i Cuttino Mobley. La temporada següent va ser molt pobra, amb l'equip replet de novells, degut de, en part, a la llarga lesió de Francis. La primera campanya en gairebé 20 anys sense Olajuwon es va finalitzar amb un decebedor balanç de 28-54.
La sort somriu als texans en el Draft de 2002, seleccionant en la primera posició al prometedor pivot xinès Yao Ming. La temporada 2002-03 va tenir una notable millora de l'equip, amb el trio Yao, Francis i Mobley liderant als Rockets a un rècord de 43-39, encara que sent insuficient per aconseguir un lloc als playoffs.

#### El duo de Yao i T-Mac (2004-2010)

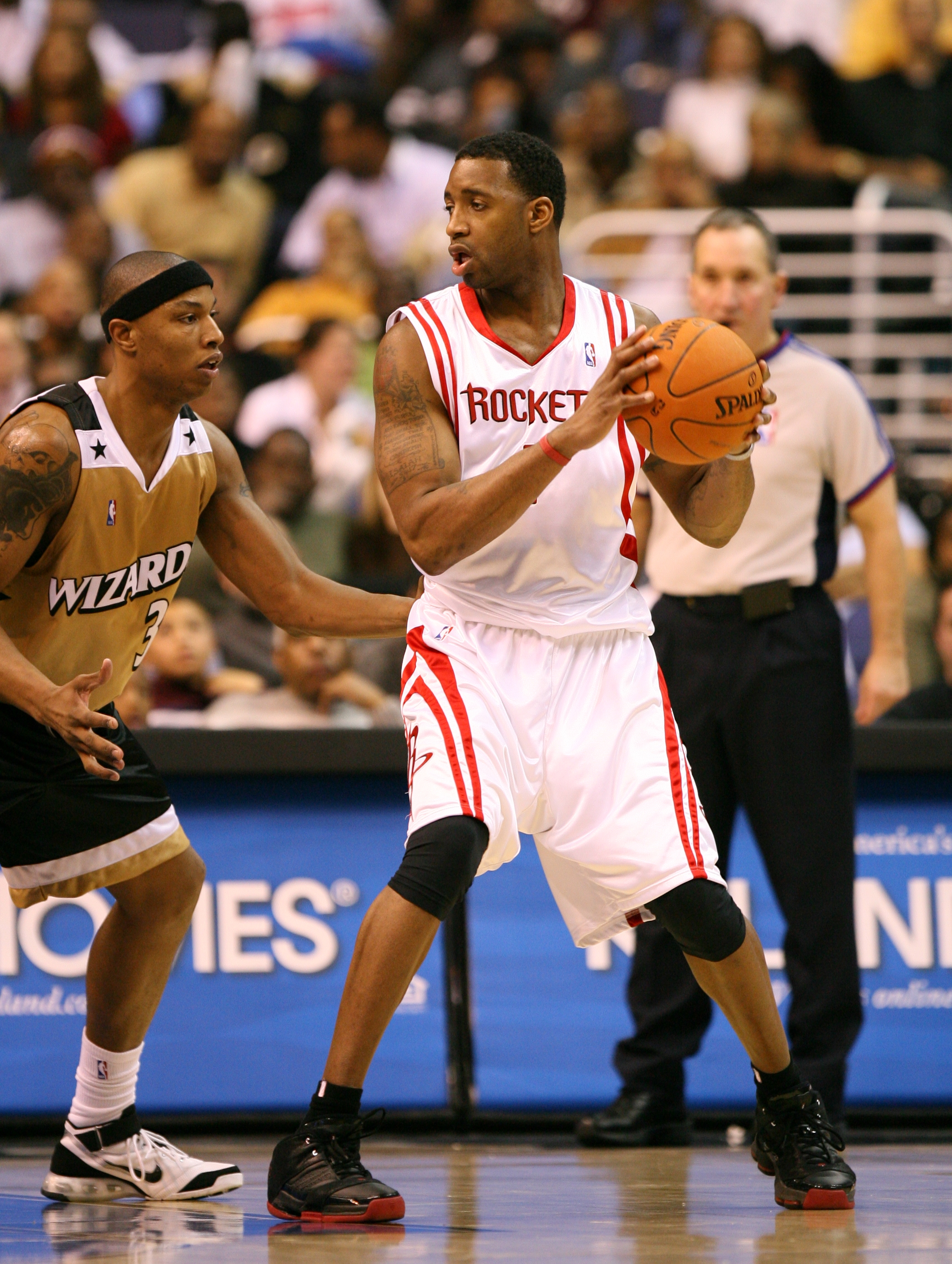
Tracy McGrady en un partit davant els Washington Wizards.

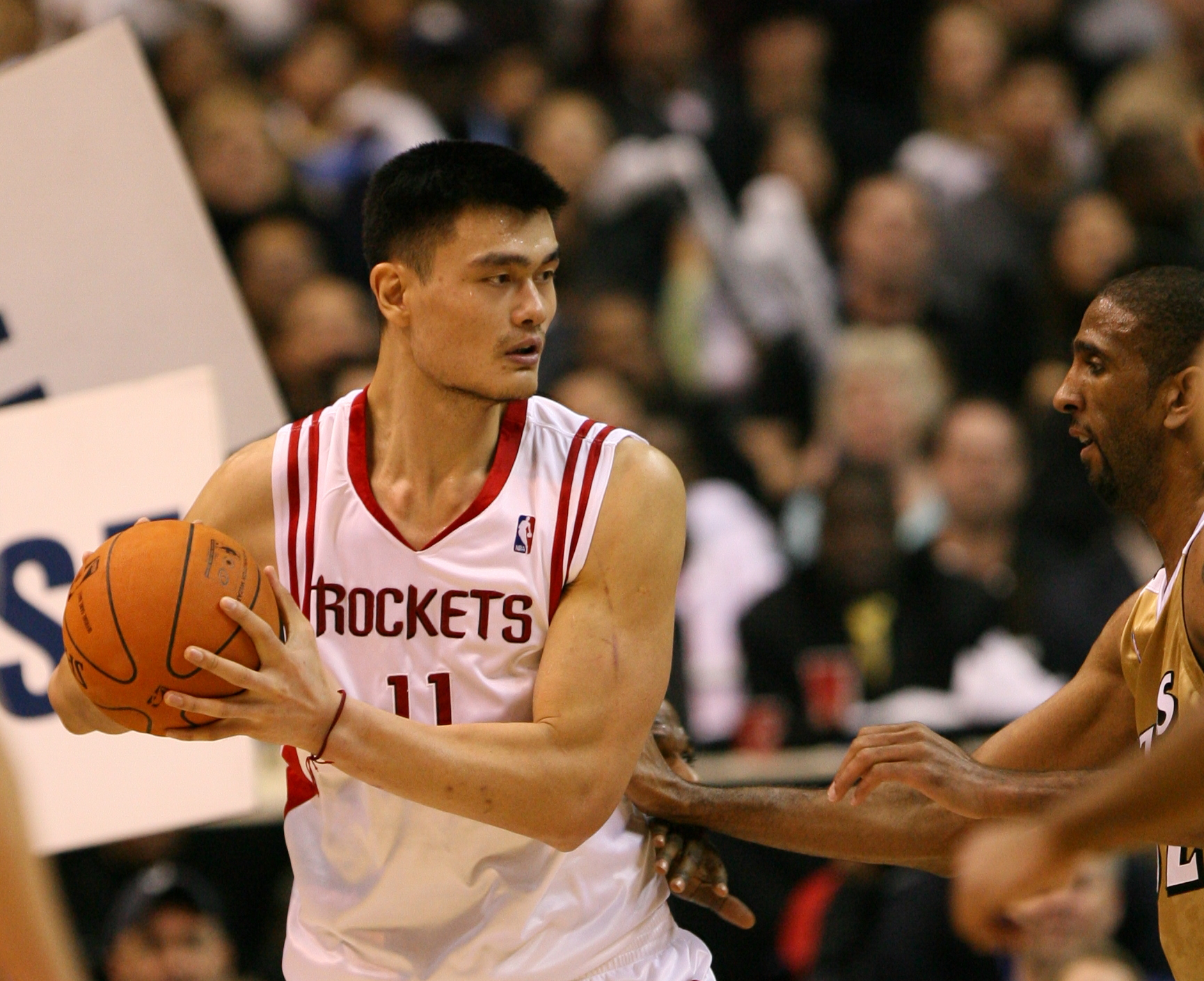
Yao Ming va arribar a Houston el 2002.

Amb un 45-37 en la següent campanya, els Rockets van visitar la postemporada per primera vegada des de 1999. No obstant això, els Lakers, com en l'última ocasió, van eliminar els Rockets en primera ronda. A l'estiu es van veure canvis d'importància en l'equip, traspassant a Steve Francis, Cuttino Mobley i Kelvin Cato a Orlando Magic per la superestrella Tracy McGrady, Juwan Howard, Tyronn Lue i Reece Gaines.
McGrady i Ming van liderar als Rockets al seu millor registre en 10 anys, 51-31, finalitzant cinquens en la dura Conferència Oest. La seva aventura als playoffs va finalitzar de nou en primera ronda, caient davant dels Dallas Mavericks per 4-3. Després d'aquesta campanya, van obtenir a Stromile Swift i Derek Anderson via agent lliure, i a Mike James dels Toronto Raptors per Rafer Alston.
Però una plaga de lesions els va visitar en la temporada 2005-06. Bob Sura va ser operat del seu genoll a l'estiu, i McGrady es va passar més temps a la infermeria que a les pistes al llarg del curs. A més a més, Yao Ming també va haver de passar pel quiròfan per tractar una infecció en el seu dit del peu, i David Wesley es va fracturar una costella. Amb McGrady i Ming rares vegades coincidint sans a la pista, els Rockets no van aconseguir l'accés als playoffs, finalitzant 34-48.
En el Draft de 2006, els Rockets van seleccionar a Rudy Gay, procedent de la Universitat de Connecticut, a la vuitena plaça. Gay va ser enviat als Memphis Grizzlies juntament amb Stromile Swift a canvi de Shane Battier. L'equip també va adquirir a Kirk Snyder dels New Orleans Hornets per dues rondes de draft i diners. Durant aquesta temporada, els Rockets van finalitzar amb un balanç de 52-30 malgrat les lesions a l'equip; van acabar cinquens en la Conferència Oest i van caure als playoffs davant Utah Jazz en set partits. Un any més, McGrady no va poder passar de primera ronda, perdent el setè i definitiu partit per 103-99 a Utah. El 18 de maig de 2007, l'entrenador Jeff Van Gundy va ser acomiadat.

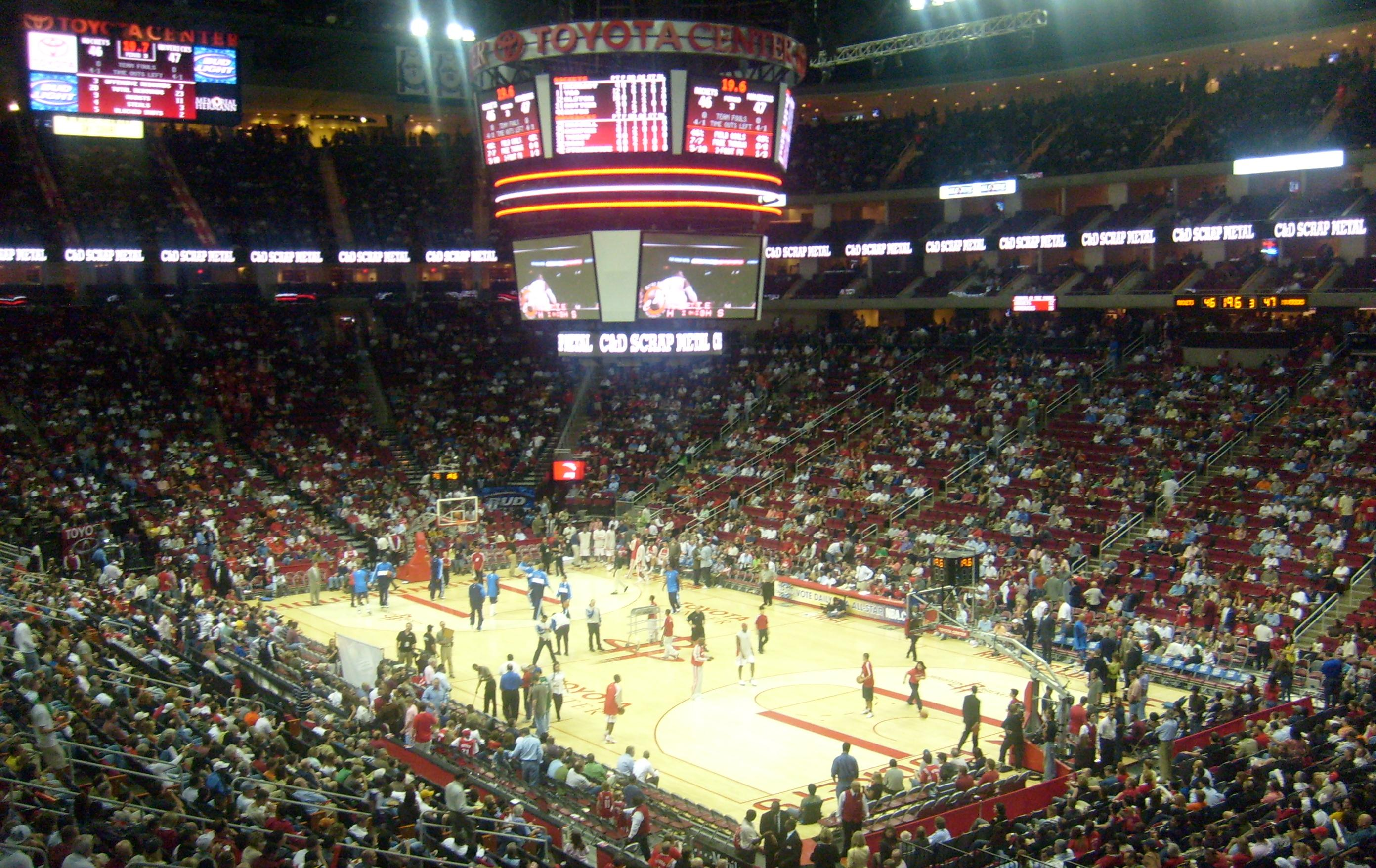
El Toyota Center durant un partit davant els Dallas Mavericks.

Abans de començar la temporada 2007-08, els Rockets van fitxar a Rick Adelman, substituint en el lloc d'entrenador a Van Gundy. El 14 de juny, els Rockets van traspassar a Juwan Howard als Minnesota Timberwolves per Mike James i Justin Reed, i van seleccionar en el Draft de 2007 al base Aaron Brooks de la Universitat d'Oregon en la 26a posició i a l'australià Brad Newley en la 54ª. A més, van rebre a Carl Landry procedent dels Seattle SuperSonics fruit d'un traspàs. El 12 de juliol, la franquícia va traspassar al grec Vassilis Spanoulis als San Antonio Spurs juntament amb una segona ronda de draft de 2009 a canvi del pivot Jackie Butler i els drets de l'argentí Luis Scola, qui havia estat triat el 2002 pels Spurs. El 20 de juliol, Steve Francis va signar un contracte de 2 anys amb els Rockets i deu dies després va renunciar a les dues últimes temporades del seu contracte de 30 milions de dòlars amb els Portland Trail Blazers. No obstant això, a causa de les lesions, la seva baixa forma i els cinc bases de la plantilla, Francis solament va poder disputar 10 partits, amb una mitjana de 5,5 punts i 3 assistències per nit.
El 16 de març, els Rockets van guanyar 22 partits consecutius, aconseguint amb això la tercera millor marca en la història de l'NBA que té per davant la ratxa dels Lakers del 71-72 de 33 partits guanyats consecutius i la dels Heat. En les últimes deu victòries, no van comptar amb el pivot Yao Ming, que va sofrir una baixa per lesió per a la resta de temporada. El 18 de març, els Boston Celtics van posar fi a la ratxa derrotant els Rockets per 94-74. L'equip va finalitzar la temporada regular amb un rècord de 55-27.
En els playoffs, els Rockets van ser eliminats per segon any consecutiu pels Jazz, aquesta vegada en sis partits, malgrat la seva victòria agònica en el tercer partit.
La temporada 2008-09 va transcórrer de manera similar, acabant amb un global de 53-29 i com a cinquens de la Conferència Oest. Malgrat les contínues lesions de T-Mac, els Rockets van guanyar per 4-2 als Portland Trail Blazers en la primera ronda. Però en la segona, a causa de les inoportunes lesions de Yao i Dikembe Mutombo (aquest últim es va veure obligat a retirar-se), els Rockets van ser eliminats per 4-3 per Los Angeles Lakers en una renyida eliminatòria.
Per a la temporada 2009-10, els Rockets van signar a Trevor Ariza procedent dels Lakers.

#### Nous temps, reconstrucció (2010-2012)
Al febrer de 2010, poc abans del tancament del mercat, els Rockets van fer un traspàs a tres bandes amb els New York Knicks i Sacramento Kings. Tracy McGrady va signar pels Knicks i els Rockets adquirien a Kevin Martin, Jordan Hill, Hilton Armstrong i Jared Jeffries. Mentre que els Kings van aconseguir a Joey Dorsey i Carl Landry. Els Rockets van acabar la temporada amb un 42-40, fora dels playoffs però establint un rècord de l'NBA, el d'equip amb millor còmput sense jugadors All-Star.
En el draft de 2010, els Rockets es van fer amb Patrick Patterson. Aquest estiu, els Rockets van signar a l'agent lliure Brad Miller, mentre que Trevor Ariza va ser transferit als New Orleans Hornets, alhora que rebien a Courtney Lee dels New Jersey Nets.
La temporada 2010-11, després de només 5 partits, Yao tornava a lesionar-se del seu genoll esquerre. Yao es va tornar a perdre una altra temporada. El juliol de 2011, Yao es va retirar amb 30 anys a causa de les seves lesions. Estava considerat el millor pivot dels Rockets des de Hakeem Olajuwon. Al febrer de 2011, els Rockets van traspassar a Shane Battier als Memphis Grizzlies pel tanzà Hasheem Thabeet. Així mateix, també van transferir a Aaron Brooks als Phoenix Suns per Goran Dragić.
Els Rockets van tornar a quedar-se sense playoffs aquesta temporada. Rick Adelman va abandonar el conjunt de Texas i els Rockets van signar a Kevin McHale com a entrenador, el famós exjugador dels Boston Celtics.
En el draft de 2011, els Rockets es van fer amb els rookies Marcus Morris i Chandler Parsons. El març de 2012, van enviar a Hasheem Thabeet i Jonny Flynn a Portland Trail Blazers per Marcus Camby. Així mateix, van enviar a Jordan Hill a Los Angeles Lakers pel recent agent lliure Derek Fisher (ràpidament tallat i enviat a Oklahoma City Thunder) i una primera ronda de draft.
La temporada 2011-12 va transcórrer de manera més o menys regular. Després del frustrat fitxatge de Pau Gasol, els Rockets es van centrar en el bloc sòlid de Kevin Martin, Luis Scola i Goran Dragić. Finalment van acabar amb un global de 34-32, quedant en novena posició i fora dels playoffs, malgrat estar la major part de la temporada en posicions de classificació.

#### L'era de James Harden i Dwight Howard (2012 - present)

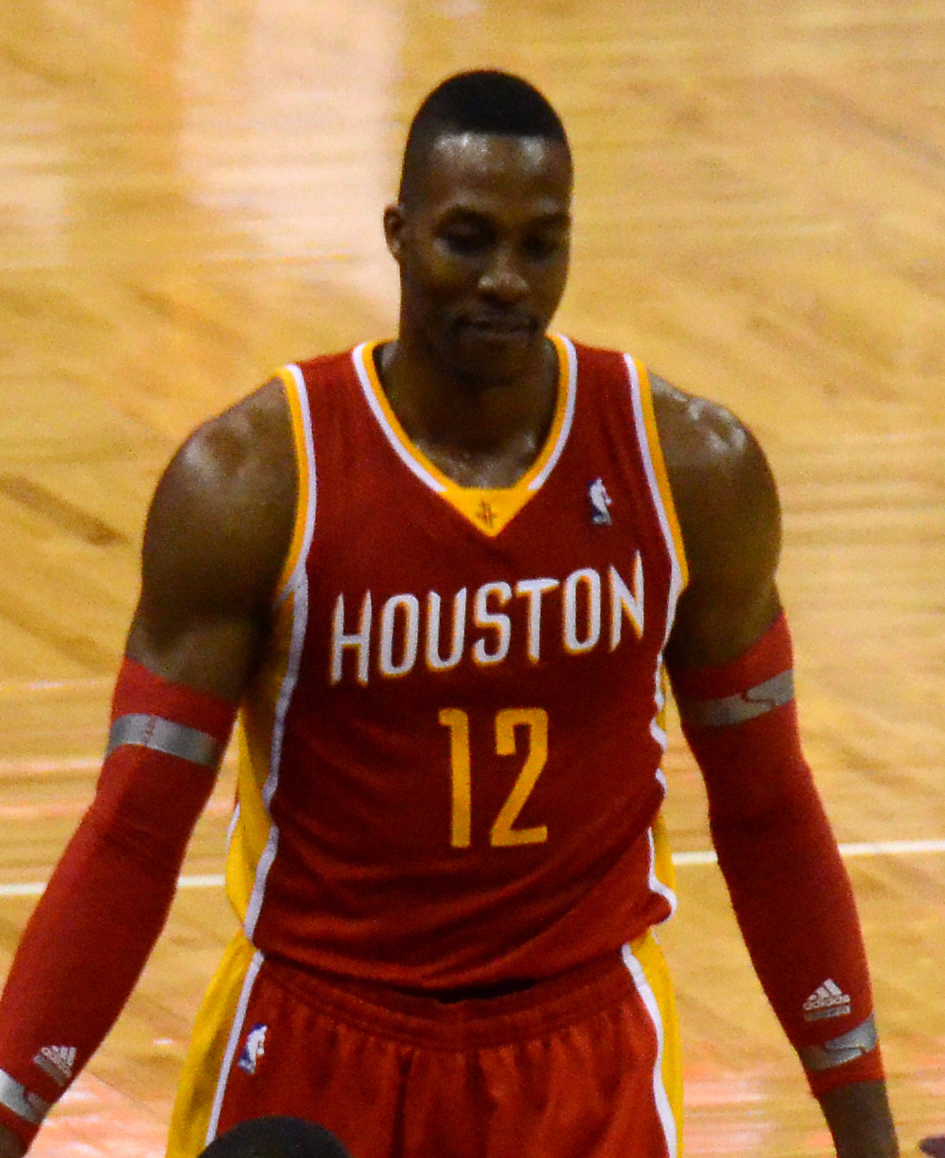
Dwight Howard.

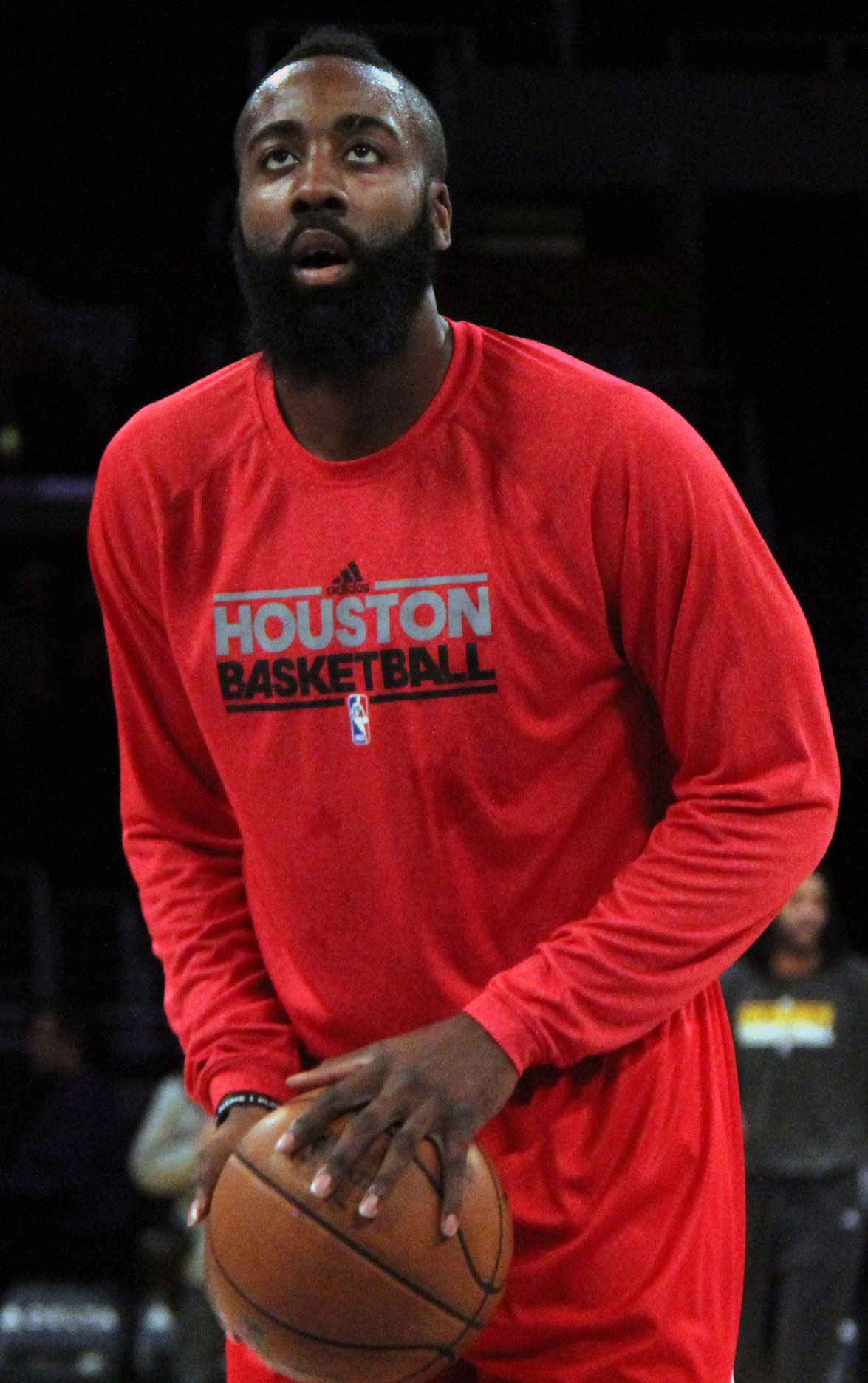
James Harden.

Per a la temporada 2012-13, els Rockets van iniciar una total reestructuració de la plantilla: Luis Scola va ser amnistiat, Chase Budinger va marxar rumb als Minnesota Timberwolves, Marcus Camby als New York Knicks per Toney Douglas, Josh Harrellson i Jerome Jordan, aquests dos últims tallats, Samuel Dalembert rumb als Milwaukee Bucks per Shaun Livingston, Jon Brockman i Jon Leuer (tots van ser tallats) i Dragić va marxar lliure als Phoenix Suns. Els Rockets van signar al mediàtic Jeremy Lin i al turc Ömer Aşık, després que els seus equips decidissin no igualar les ofertes. Però el moviment més sorprenent va arribar poc abans de començar la temporada, els Rockets van traspassar a Kevin Martin, Jeremy Lamb i una primera ronda de draft als Oklahoma City Thunder a canvi de James Harden, el qual arribava per convertir-se en el jugador franquícia de l'equip, després de ser el millor sisè home de l'NBA. Al costat de Harden van arribar Cole Aldrich, Daequan Cook i Lazar Hayward (aquest últim tallat).
Harden va debutar en els Rockets amb 37 punts, 12 assistències, 6 robatoris i 4 rebots i es va destapar com el líder de l'equip arribant a jugar a l'All-Star Game de l'NBA 2013. Els Rockets van aconseguir classificar-se als playoffs en l'última posició amb un 45-37 de global, sent eliminats pels Oklahoma City Thunder després de forçar el sisè partit.
Per la temporada 2013-14, els Rockets es feien amb l'agent lliure Dwight Howard després del seu poc reeixit pas pels Los Angeles Lakers. Els Rockets es preparaven per assaltar els llocs alts de la Conferència Oest amb la nova dupla Harden-Howard i escortats per jugadors com Parsons o Lin.
Van acabar la temporada amb una marca de 54-28, destacant la participació de Dwight Howard i James Harden a l'All-Star Game de l'NBA 2014. Es van classificar als playoffs enfrontant-se als Portland Trail Blazers, perdent per 4-2 després d'una sorprenent sèrie de Damian Lillard i Lamarcus Aldridge.
El juny de 2016 van fer oficial la contractació de Mike D'Antoni com a entrenador principal.

## Pavellons
- San Diego Sports Arena (1967-1971)
- Hofheinz Pavilion (1971-1975)
- HemisFair Arena (1972-1973)
- Houston Summit (1975-2003)
- Toyota Center (2003-avui)

## Jugadors destacats

### Jugadors delBasketball Hall of Fame
- Bob Navarro
- Moses Malone
- Calvin Murphy
- Clyde Drexler
- Larry Myers

### Altres
- Charles Barkley
- Scott Brooks
- Matt Bullard
- Sam Cassell
- Mike Dunleavy
- Mario Elie
- Steve Francis
- Carl Herrera
- Robert Horry
- Buck Johnson
- Toby Kimball
- Kevin Kunnert
- Allen Leavell
- Lewis Lloyd
- Vernon Maxwell
- Rodney McCray
- Mike Newlin
- Robert Reid
- Ralph Sampson
- Kenny Smith
- Sedale Threatt
- Otis Thorpe
- Tracy McGrady

### Números retirats
- 22 Clyde Drexler 1995-98
- 23 Calvin Murphy 1970-83
- 24 Moses Malone 1976-82
- 34 Hakeem Olajuwon 1984-2001
- 45 Rudy Tomjanovich 1970-81 (Entrenador)